# Txebudassi
Txebudassi (en rus: Чебудасы) és un poble de la República de Mordòvia, a Rússia, segons el cens del 2010 tenia 133 habitants, pertany al municipi de Bólxie Manadixi.